# Androsace idahoensis
Androsace idahoensis là một loài thực vật có hoa trong họ Anh thảo. Loài này được (Douglass M.Hend.) Cubey mô tả khoa học đầu tiên năm 2006.